# Цимбалюк, Роман Владимирович
Рома́н Влади́мирович Цимбалю́к (укр. Роман Володимирович Цимбалюк; род. 26 сентября 1980, Алма-Ата) — украинский журналист и блогер. С 2008 по 2022 год являлся собственным корреспондентом агентства УНИАН в России. Член НСЖУ.

## Биография
Родился 26 сентября 1980 года в Алма-Ате, вырос в Киеве.
Начал работать в информационном агентстве УНИАН, входящем в медиахолдинг «1+1 медиа» Игоря Коломойского, в 2004 году. 
Освещал с места события ход войны в Грузии 2008 года. После возвращения из Грузии был командирован собственным корреспондентом УНИАН в Москву, где с тех пор и проживал. Из России кроме материалов для УНИАН, готовил телесюжеты для программы ТСН канала «1+1». После начала Войны на востоке Украины продолжил работу в России. На начало 2017 года являлся единственным украинским корреспондентом, аккредитованным в России. Цимбалюк стал известен после пресс-конференции Владимира Путина в декабре 2014 года, где задал вопрос российскому президенту в футболке с надписью «Укроп». 
В феврале 2022 года стало известно, что Роман Цимбалюк после возвращения в Киев будет работать в Укринформе.

### Инциденты в России
21 марта 2017 года был задержан московской полицией после записи интервью с аспирантом исторического факультета МГУ Захаром Сарапулом, который 18 марта, в день аннексии Крыма, вывесил в окне общежития, где живёт, флаг Украины. Вместе с Цимбалюком был задержан оператор канала «1+1» Никита Бородин. Через 3 часа задержанные были отпущены.
В декабре 2021 года стало известно, что Цимбалюк был вызван на допрос по делу о возбуждении вражды и ненависти к россиянам. Это произошло вскоре после того как депутат Законодательного собрания Санкт-Петербурга Дмитрий Дмитриев направил запрос в прокуратуру с просьбой проверить его высказывания.
В начале января 2022 года уехал из России, сославшись на угрозу личной безопасности.
23 сентября 2022 года Министерство юстиции России внесло Цимбалюка в список физических лиц — «иностранных агентов».